# Saint-Pierre-lès-Franqueville
Saint-Pierre-lès-Franqueville – miejscowość i gmina we Francji, w regionie Hauts-de-France, w departamencie Aisne.
Według danych na styczeń 2014 roku gminę zamieszkiwało 66 osób, a gęstość zaludnienia wynosiła 9,4 osób/km².